# Sarkani (distrikt)
Sarkani, eller Sar Kani, är ett distrikt i Afghanistan. Det ligger i provinsen Kunar, i den östra delen av landet, 180 kilometer öster om huvudstaden Kabul. Administrativ huvudort är Sarkani.
Distriktet beräknades år 2022 ha cirka 32 000 invånare.